# Deutsche Gesellschaft (Annaberg)
Die Deutsche Gesellschaft war eine Sprachgesellschaft in der Bergstadt Annaberg im sächsischen Erzgebirge in der Zeit des Spätbarocks und der Aufklärung. Zu ihren Zielen zählte, dass sie in Poesie und Prosa nach den von Gellert, Klopstock, Cramer, Mosheim und Jerusalem gegebenen Vorbildern sich versuchen und zu gegenseitiger Kritik vielfach Anlaß geben sollte.

## Geschichte
Die Deutsche Gesellschaft in Annaberg wurde 1764 durch den dortigen Rektor Johann Christoph Gottleber gegründet, der bereits während seiner Studienzeit in Chemnitz und Altdorf Mitglied der Deutschen Gesellschaften war. Kurz nach der 1763 erfolgten Übernahme des Rektorats in Annaberg nahm er die Gründung der Gesellschaft mit von ihm ausgewählten sechs Schülern der ersten Klasse des von ihm geleiteten Lyzeums vor. Diese trugen in der Gesellschaft selbst verfasste Texte vor und besprachen diese im Anschluss gemeinsam. Daneben gab es mehrere außerordentliche Mitglieder.
Nachdem Gottleber 1771 an die Fürstenschule St. Afra nach Meißen versetzt wurde, löste sich die Gesellschaft 1771 auf.